# كرايغ توماس
كرايغ توماس (بالإنجليزية: Craig Thomas)‏ (و. 1942 – 2011 م) هو كاتب، وكاتب سيناريو، وكاتب مسرحي، وكاتب خيال علمي من المملكة المتحدة، وويلز، ولد في كارديف، توفي في لندن، عن عمر يناهز 69 عاماً، بسبب ابيضاض الدم، وذات الرئة.

## التعليم
تعلم في جامعة كارديف.

## روابط خارجية
- كرايغ توماس على موقع إن إن دي بي (الإنجليزية)